# Reteporellina babelensis
Reteporellina babelensis är en mossdjursart som först beskrevs av Chapman 1941.  Reteporellina babelensis ingår i släktet Reteporellina och familjen Phidoloporidae. Inga underarter finns listade i Catalogue of Life.